# Lámpara de Yáblochkov

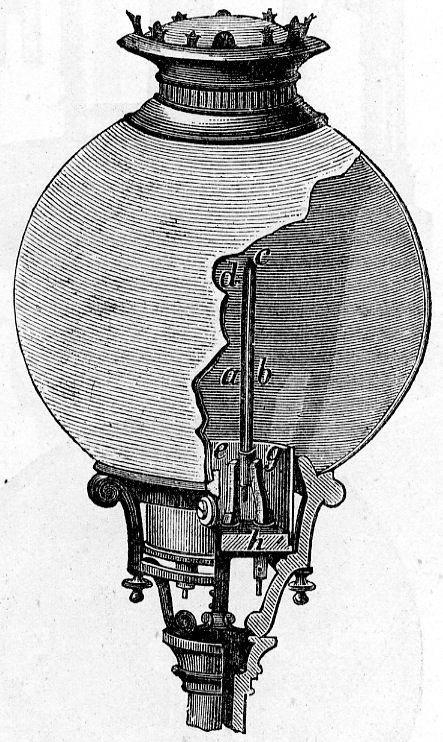
Vela de Yablochkov sin una parte del bulbo para mostrar las dos varillas paralelas de carbono separadas ligeramente por una capa de yeso.

Una lámpara de Yáblochkov o vela de Yáblochkov (a veces vela eléctrica) es un tipo de lámpara eléctrica de arco de carbono inventada en 1876 por el ingeniero eléctrico, empresario e inventor ruso Pável Yáblochkov.

## Diseño
Una lámpara Yáblochkov consiste en un sándwich de dos largas varillas de carbono, de aproximadamente 6 por 12 milímetros de sección transversal, separados por un bloque de material inerte como el yeso o el caolín, con un pequeño trozo de cable, a modo de fusible, que une los dos bloques de carbono en el extremo superior. El conjunto está montado verticalmente en un soporte aislado adecuado.
Al aplicar el suministro eléctrico, el cable fusible sopla y golpea el arco. Luego, el arco continúa ardiendo, consumiendo gradualmente los electrodos de carbono (y el yeso intermedio) a medida que lo hace. Las primeras velas fueron alimentadas por una dinamo.
Los electrodos duran aproximadamente dos horas o hasta que se corta la corriente. Una vela Yáblochkov clásica no se puede volver a encender, ya que el cable fusible entre los electrodos se ha consumido. Las versiones posteriores de la vela, sin embargo, incluían metal en polvo como separador inerte. Esto actuaba como un nuevo cable fusible, permitiendo que una vela medio quemada se reiniciase una vez que se apagaba.
La ventaja de este diseño sobre otros tipos de arco de carbón es que elimina la necesidad de un regulador mecánico para mantener la distancia apropiada entre los bloques de carbón para mantener el arco.

## Historia
Se mostró por primera vez en la iluminación del "Magasins du Louvre" en 1877 y posteriormente en el alumbrado de las calles y el teatro durante la Exposición de París de 1878, especialmente en la Avenue de l'Opéra. Las velas estaban encerradas en globos de vidrio esmaltado, con cuatro a doce velas conectadas en serie.